# Горданов, Вячеслав Вячеславович
Вячеслав Вячеславович Горда́нов (1902—1983) — советский кинооператор. Заслуженный деятель искусств РСФСР (1950). Лауреат Сталинской премии первой степени (1950).

## Биография
Вячеслав Горданов родился 15 (28) июля 1902 года в Полоцке в дворянской семье.
Гордановы — древний дворянский род, по преданию, переселившийся в Россию из Румынии в свите князя Кантемира. Отец и дед Горданова были кадровыми офицерами. Один из прадедов — Василий Борисович Бажанов, духовник императора Николая I и законоучитель его детей. Дальний предок по мужской линии кавалергард Евсей Горданов участвовал в заговоре против Павла I. Тётка Горданова была замужем за известным дипломатом Иваном Яковлевичем Коростовцом. По понятным причинам, не афишировал своё дворянское происхождение и гимназическое образование.
Окончил престижную Царскосельскую гимназию (1919), Ленинградский фотокинотехникум и Всесоюзный институт фотографии и фототехники (1927). Работал на киностудии «Ленфильм».
В 1942—1944 годах — фронтовой кинооператор.
В ранних фильмах осваивал приёмы острой пластической выразительности. Позднее достиг изобразительной остроты композиции кадра (глубокая насыщенность тона, напряжённость контрастов), получившей точное драматическоеи психологическое обоснование. Своеобразный темпераментный почерк оператора, склонность к тонкому изобразителному подтексту отличают его последующие работы. Мастер экспериментировал также в области цветного кино (фильм «Цветовое ревю», 1940).
В 1933—1935 годах преподавал в ЛИКИ, в 1935—1938 годах руководил операторской мастерской «Ленфильма».
Умер 18 ноября 1983 года.

## Фильмография
- 1929 — Адрес Ленина
- 1930 — Фриц Бауэр
- 1931 — Плотина
- 1932 — Для вас найдётся работа; Беглец (к/м)
- 1933 — Гроза
- 1937—1938 — Пётр I (1-я серия с В. Т. Яковлевым)
- 1940 — Осень (к/м, с М. Ш. Магидом)
- 1941 — Маскарад (с М. Ш. Магидом, Л. Е. Сокольским и Е. П. Кирпичёвым)
- 1942 — Варежки (Самый храбрый)
- 1946 — Во имя жизни
- 1949 — Академик Иван Павлов (с М. Ш. Магидом и Л. Е. Сокольским)
- 1951 — Кемери (док.)

## Награды и премии
- Сталинская премия первой степени (1950) — за съёмки фильма «Академик Иван Павлов» (1949)
- заслуженный деятель искусств РСФСР (1950)
- орден Трудового Красного Знамени (23.03.1938) — в связи с выпуском выдающихся кинофильмов, получивших единодушное одобрение зрителей, «Ленин в Октябре», «Петр I-ый» и колхозный фильм «Богатая невеста»
- медали